# Kodeks Macedoński
Kodeks Macedoński, łac. Codex Macedoniensis albo Macedonianus, oznaczany symbolami Y albo 034 (Gregory-Aland), ε 073 (von Soden) – grecki kodeks uncjalny Nowego Testamentu pisany na pergaminie, paleograficznie datowany na IX wiek. Rękopis posiada marginalia, przystosowany został do czytań liturgicznych. Do czasów współczesnych nie zachował się w całości i ma pewne braki, jego tekst nie jest wysoko oceniany przez krytyków tekstu. Rzadko cytuje się go w krytycznych wydaniach Nowego Testamentu.

## Opis
Kodeks zawiera 309 pergaminowych kart (18 na 13 cm) z tekstem czterech Ewangelii, z sześcioma lukami. Tekst pisany jest jedną kolumną na stronę, 16 linijek w kolumnie . Litery są niewielkie, mają zaledwie 2 mm wysokości, pisane są ciemnobrunatnym atramentem. Pod względem paleograficznym pismo przypomina kodeksy 09, 036, 017 oraz lekcjonarz 150. Litery Ε Θ Ο Σ są wąskie, litera Μ jest szeroka, litera Ξ przypomina nieco Z i pod względem paleograficznym jest starsza od innych liter (kształt właściwy dla VIII wieku).
Tekst stosuje przydechy oraz akcenty, które na ogół umieszczane są w poprawnych miejscach. Skryba pisał uważnie i żadna linijka tekstu nie została opuszczona w wyniku popełnienia błędu homoioteleuton. Niemniej skryba opuścił sześć fraz, pięć z nich zostało uzupełnionych na marginesie.
Karty kodeksu ułożone zostały w octavo. Braithwaite oszacował, że oryginalny rękopis zawierał 42 foliałów, 674 strony, z których 66 zostało utraconych. Rękopis nie zachował się w całości i ma następujące luki w tekście: Mt 1,1-9,11; 10,35-11,4; Łk 1,26-36; 15,25-16,5; 23,22-34; J 20,27-21,17.
Tekst ewangeliczny dzielony jest według dwóch systemów, długich jednostek – κεφαλαια (rozdziały) – oraz krótkich jednostek – Sekcji Ammoniusza. Na marginesie bocznym umieszczono numery Sekcji Ammoniusza oraz κεφαλαια (rozdziałów). W górnym marginesie umieszczono τιτλοι (tytuły) owych κεφαλαια, natomiast pod numerami Sekcji Ammoniusza umieszczono odniesienia do Kanonów Euzebiusza. Przed każdą z Ewangelii umieszczono listy κεφαλαια (spis treści).
Na marginesie umieszczono również noty liturgiczne oznaczające teksty wykorzystywane podczas czytań liturgicznych. Oznakowane zostały wszystkie lekcje przeznaczone do czytań na niedzielę i na sobotę na cały rok liturgiczny. System tych lekcji odbiegał nieco od powszechnie używanego w Bizancjum i jest charakterystyczny dla wczesnego okresu. Na stronie zawierającej tekst J 12,19-25 znajduje się menologiczna nota odnosząca się do Tarazjusza, patriarchy Konstantynopola. Według Braithwaite'a nota dotyczy dzieła powstałego około 780 roku.
Na końcu każdej Ewangelii znajduje się subscriptio. Przed każdą z Ewangelii znajduje się hypotesis z informacjami o okolicznościach powstania każdej Ewangelii. Ten typ hypotesis jest rzadko spotykany w innych rękopisach. Braithwaite zauważył, że stosuje go minuskuł 512 (wg numeracji Scrivenera, 473 wg numeracji Gregory'ego).

## Tekst
Grecki tekst kodeksu reprezentuje tekst bizantyński, z niewielką liczbą oryginalnych wariantów. Braithwaite ocenił, że tekst jest typowy dla późnych kodeksów uncjalnych (E F G H K M S U V Γ Λ X Π). Obliczył ponadto, że w 400 miejscach wspiera tekst z wydania Horta i Westcotta przeciwko Textus receptus.
Gregory ocenił, że reprezentuje późny tekst. Kirsopp Lake zauważył jego tekstualne pokrewieństwo z rodziną Π oraz Kodeksem Aleksandryjskim. Wspiera 15 wariantów rodziny Π, nie wspiera nigdy Kodeksu Aleksandryjskiego przeciwko rodzinie Π, z wyjątkiem tych sytuacji, kiedy Kodeks Aleksandryjski reprezentuje bizantyńską tradycję tekstualną.

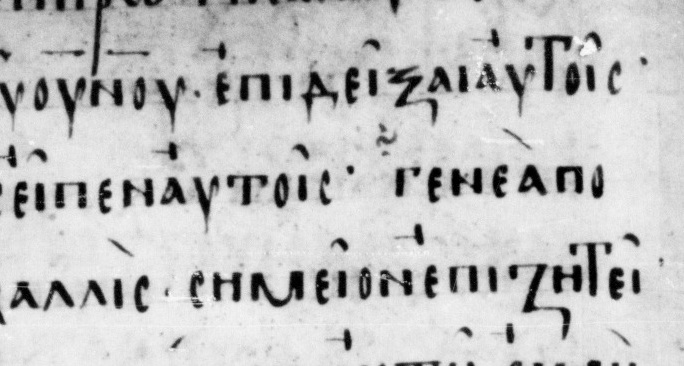
Brak Mt 16,2b-3, brakujący tekst został oznakowany obelusem (÷)

Kurt Aland dał mu profil tekstualny 1921, 951/2, 42, 6S, co oznacza, że 192 razy wspiera tekst bizantyński przeciwko oryginalnemu, 95 razy zgodny jest z tekstem bizantyńskim i oryginalnym, 4 razy wspiera tekst oryginalny przeciwko bizantyńskiemu, posiada ponadto 6 sobie właściwych wariantów (Sonderlesarten). Aland zaklasyfikował go do Kategorii V. Oznacza to, że tekst rękopisu zawiera niewiele starożytnych wariantów i jest nieprzydatny w rekonstrukcji oryginalnego tekstu.
Według Claremont Profile Method, tj. jest metody wielokrotnych wariantów, należy do grupy tekstualnej Π171 (wiodącymi rękopisami tej grupy są Π oraz minuskuł 171). Metodą tą badany był tylko w trzech rozdziałach Ewangelii Łukasza (Łk 1, Łk 10 i Łk 20).
Pominięte zostały teksty Mt 16,2b-3 (znaki czasu) oraz Jan 7,53-8,11. Oba teksty uważane są za nieautentyczne przez krytyków tekstu. Skryba opuścił także wiersze Mt 22,14 i Mk 15,28 oraz część wiersza J 8,14. Wszystkie te trzy braki uzupełnił korektor na marginesie.

## Historia

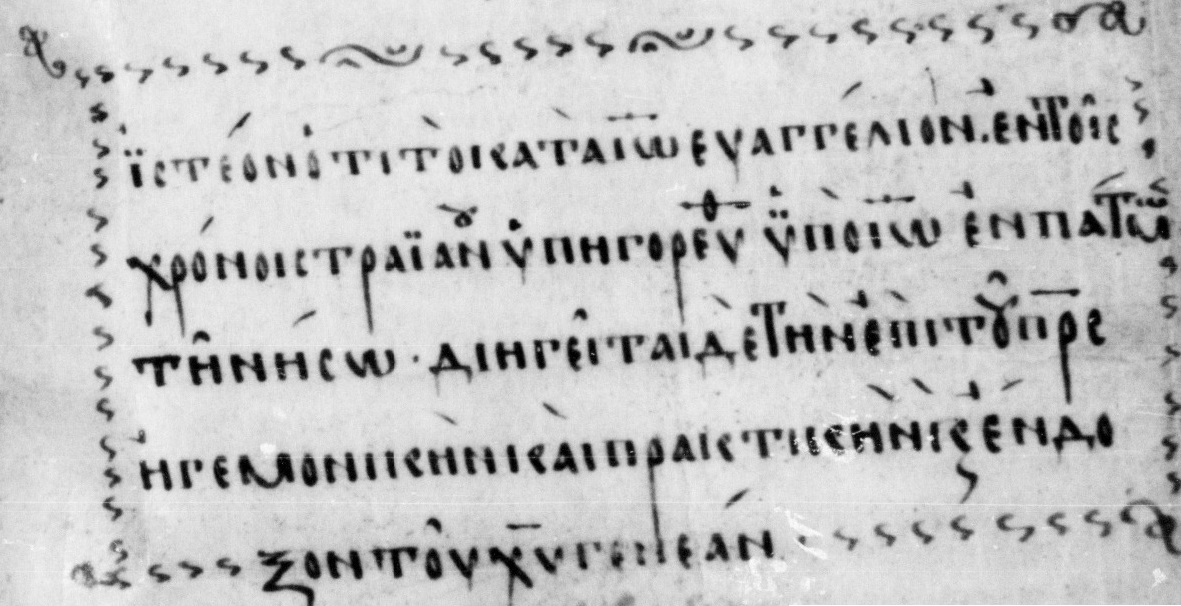
Hypotesis przed Ewangelią Jana

Pierwotnie datowany był na wiek IX lub X. Braithwaite zwrócił uwagę na paleograficzne podobieństwo od innych rękopisów powstałych w IX wieku. Odtąd rękopis datowany jest na wiek IX. Datował tak Gregory, następnie Aland. Obecnie datowany jest przez INTF na wiek IX .
Papadopoulus Kerameus widział ten rękopis w 1882 roku w klasztorze Marii Dziewicy. Według Edwarda Millera rękopis był przechowywany w klasztorze Hagia Mone (375) w Kosinitza, w Macedonii. Według Millera rękopis miał tylko jedną lukę (Mt 1,1-9,1).
W 1900 roku Bevan Braithwaite nabył ten rękopis w Macedonii (Braithwaite nie podaje, z jakiej miejscowości) i przywiózł go do Wielkiej Brytanii. Zaproponował nazwę Codex Macedoniensis. W 1901 jego syn, William Charles Braithwaite, skolacjonował tekst rękopisu, dokonał też pierwszego jego opisu i dostarczył wybór jego wariantów tekstowych. Obecnie kodeks jest przechowywany w bibliotece Uniwersytetu Cambridge (Add. 6594) .
W 1908 roku Gregory skolacjonował tekst rękopisu w oparciu o Editio Regia Stefanusa z 1550 roku, uzupełniając odczyt Braithwaite'a.
Na listę rękopisów Nowego Testamentu wciągnął go Edward Miller, który przygotował 4 wydanie Scrivenera A Plain Introduction..., dając mu siglum ד. Rękopis był również oznaczany przy pomocy siglum ו. W 1908 Gregory nadał mu siglum Y oraz 034 (rękopis, który dotychczas był oznaczany przez siglum Y otrzymał siglum 054).
Metzger w 1963 roku odnotował, że rękopis zasługuje na bardziej dokładne zbadanie, niż dotychczasowe. Jednak w swoim dziele „The Text of the New Testament” (1 wydanie w 1968, 4 wydanie w 2005), nie poświęcił mu ani jednego zdania.
Rękopis jest rzadko cytowany w NA27. Został wykorzystany w Synopsis Quattuor Evangeliorum Alanda.